# اچ‌ام‌اس هلموت
اچ‌ام‌اس هلموت (به انگلیسی: HMS Helmuth) یک کشتی است.